# Zaalvoetbalvereniging KW
Lo Zaalvoetbalvereniging KW, noto come KW Eindhoven per ragioni di localizzazione geografica, è una squadra olandese di calcio a 5 con sede a Veldhoven.

## Storia
La società è stata fondata il 30 marzo 1967 a Veldhoven, comune facente parte dell'agglomerato urbano di Eindhoven. Nel 2007 ha affiancato "J&M" alla sua denominazione sociale.

## Rosa 2008-2009
| N. |                        | Ruolo | Calciatore         |
| -- | ---------------------- | ----- | ------------------ |
| -  | Paesi Bassi (bandiera) | P     | Jürgen Pinckers    |
| -  | Paesi Bassi (bandiera) | G     | Marcel Neggers     |
| -  | Paesi Bassi (bandiera) | G     | Marc Senders       |
| -  | Paesi Bassi (bandiera) | G     | Lukas Erens        |
| -  | Paesi Bassi (bandiera) | G     | Marcel van de Kamp |
| -  | Paesi Bassi (bandiera) | G     | Anouk Roest        |
| -  | Paesi Bassi (bandiera) | G     | Roy Vermeulen      |
| -  | Paesi Bassi (bandiera) | G     | Soufiane Touzani   |
| -  | Paesi Bassi (bandiera) | G     | Said Makrani       |
| -  | Paesi Bassi (bandiera) | G     | Appie Zouthane     |

| N. |                        | Ruolo | Calciatore         |
| -- | ---------------------- | ----- | ------------------ |
| -  | Paesi Bassi (bandiera) | G     | Adil Zouthane      |
| -  | Paesi Bassi (bandiera) | G     | Niels van Gemert   |
| -  | Paesi Bassi (bandiera) | P     | Paul Ketelaers     |
| -  | Paesi Bassi (bandiera) | G     | Sofiane Aharchi    |
| -  | Paesi Bassi (bandiera) | G     | Jamal El Ghannouti |
| -  | Paesi Bassi (bandiera) | G     | Remi van der Vorst |
| -  | Paesi Bassi (bandiera) | G     | Richard Drenth     |
| -  | Paesi Bassi (bandiera) | G     | Nordin Attouzin    |
| -  | Paesi Bassi (bandiera) | G     | Azzedin Taibi      |

## Palmarès
- Coppa dei Paesi Bassi: 1
2008